# Малая Осмота
Ма́лая О́смота (Малое Осмато; бел. Мала́я Во́смата) — озеро в Городокском районе Витебской области Белоруссии. Относится к бассейну реки Свина́.

## Описание
Озеро Малая Осмота располагается в 34 км к северо-западу от города Городок. У северо-восточного края озера находится деревня Осмота. Высота над уровнем моря составляет 144,1 м.
Площадь поверхности озера составляет 0,58 км². Длина — 1,92 км, наибольшая ширина — 0,46 км. Длина береговой линии — 5,58 км. Наибольшая глубина — 10,5 м, средняя — 3,8 м. Объём воды в озере — 2,23 млн м³. Площадь водосбора — 13,8 км².
Котловина лощинного типа, сложена из двух плёсов и вытянута с юго-запада на северо-восток. Склоны высотой 2—3 м (на востоке — до 5—7 м), пологие, песчаные, покрытые лесом и кустарником. Береговая линия образует несколько заливов и полуостровов. Берега высотой 0,1 м, песчаные, местами переувлажнённые.
Мелководье глубиной до 2 м занимает 25 % площади озера и распространяется на 5—10 м, на востоке до 30 м. Дно плоское, корытообразной формы, покрытое песком и илом.
Минерализация воды составляет 170—260 мг/л, прозрачность — 1,8 м. Озеро эвтрофное, слабопроточное. На северо-востоке впадают два ручья. На юге водоём соединяется протокой с озером Большая Осмота.
Несмотря на эвтрофикацию, водоём зарастает слабо. Надводная растительность, распространяющаяся до глубины 2,2 м, образует полосу шириной от 5 до 40 м.
В озере водятся лещ, густера, щука, окунь, плотва, краснопёрка, уклейка, линь и другие виды рыб. Производится промысловый лов рыбы и организована платное любительское рыболовство.